# Historia wojskowa

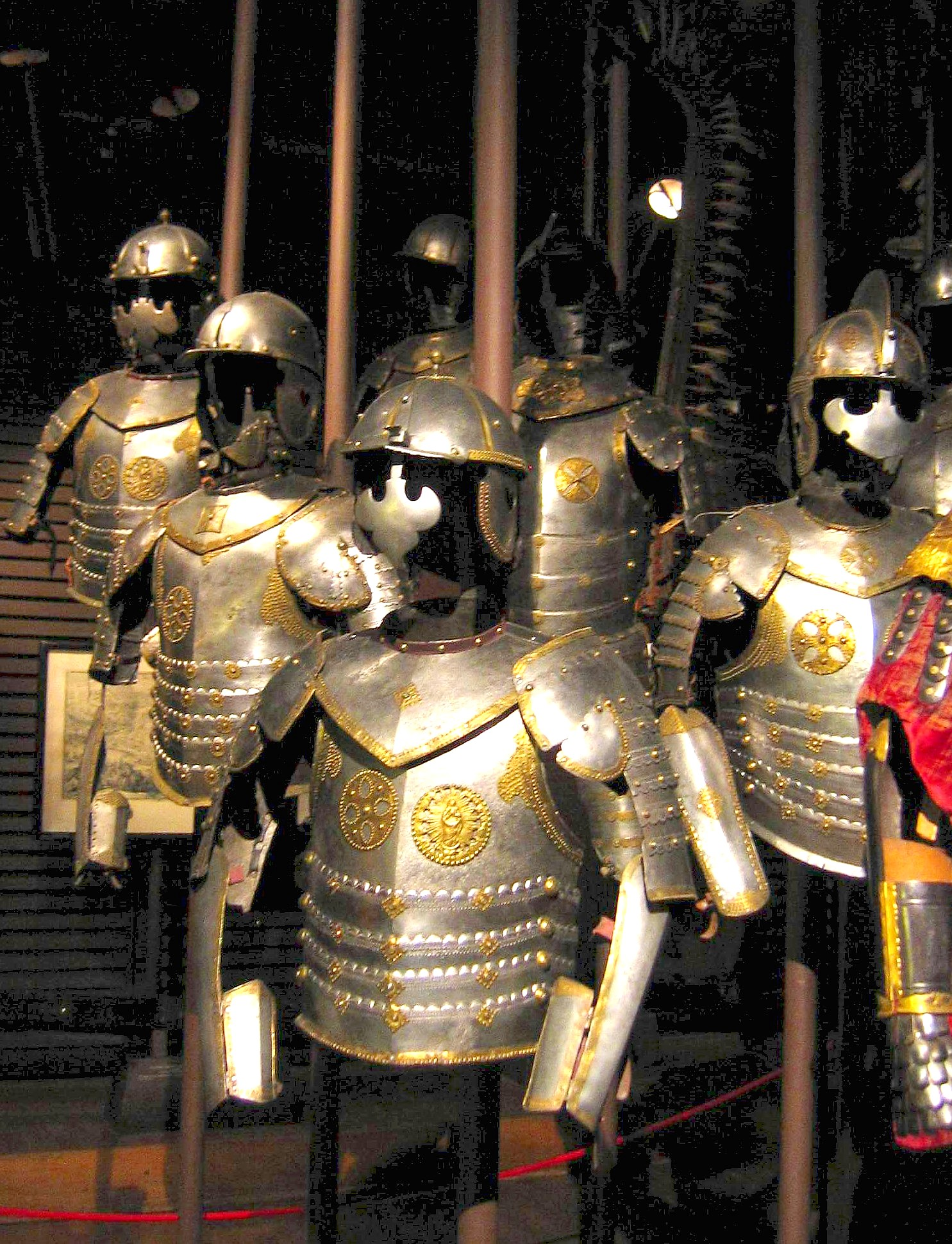
Zbroje husarskie

Historia wojskowa – dziedzina nauk historycznych obejmująca całokształt wiedzy historycznowojskowej, jednocześnie będąca jednym z działów nauki wojennej. Przedmiotem badawczym historii wojskowej jest uogólnianie doświadczeń wojen minionych i formułowanie na tej podstawie wniosków i zaleceń dla współczesnej sztuki wojennej i doktryn wojennych, ponadto określanie kierunków i trendów rozwojowych współczesnej nauki wojennej.
Działy historii wojskowej:
- historia wojen — dyscyplina naukowa stanowiąca dział historii wojskowej łącząca się z historią wojskowości. Zajmuje się badaniem minionych wojen, ich przyczyn, przebiegu, charakteru i wyników. Bada sytuację strategiczną w poszczególnych okresach wojny: koncentrację i rozwinięcie wojsk stron walczących, przebieg operacji i bitew, przyczyny zwycięstw i porażek, wpływ danej wojny na rozwój wojskowości, historia wojen zajmuje się też zagadnieniami polityki, której rezultatem jest dana wojna, zagadnieniami działalności dyplomatycznej, bada skutki ekonomiczne i społeczne. Ukazuje obiektywne prawidłowości wojen na określonym etapie historycznego rozwoju.
- historia wojskowości — to historia wojska i historia sztuki wojennej; dyscyplina naukowa stanowiąca dział historii wojskowej; zajmuje się badaniem rozwoju form organizacyjnych wojska, podstaw uzupełniania, uzbrojenia (techniki wojennej) oraz sposobów prowadzenia działań wojennych, zarówno w skali całej wojny, jak i na poszczególnych szczeblach (taktyka, sztuka operacyjna, strategia) i w zależności od określonego etapu historycznego. Historia wojskowości bada zarówno stronę praktyczną rozwoju sposobów prowadzenia działań wojennych, jak i stronę teoretyczną — rozwój wojskowej myśli teoretycznej uogólniającej doświadczenia wojenne. Ściśle się wiąże z historią wojen, która stanowi dla niej bezpośrednią bazę materiałową — dostarcza jej danych faktograficznych.
- historia sztuki wojennej
- historia rodzajów sił zbrojnych i rodzajów wojsk
- genealogia wojskowa — nauka pomocnicza historii wojskowej zajmująca się rodowodem jednostek wojskowych.